# Hylesia vespex
Hylesia vespex är en fjärilsart som beskrevs av Paul Dognin 1923. Hylesia vespex ingår i släktet Hylesia och familjen påfågelsspinnare. Inga underarter finns listade i Catalogue of Life.